# 祐子内親王家駿河
祐子内親王家駿河（ゆうしないしんのうけ の するが、生没年未詳）は、平安時代後期の女官・女流歌人。清和源氏満政流。駿河守源忠重の娘。兄弟に定宗、定重らがある。一宮駿河とも呼ばれる。
母は美濃国の出身といわれ、後朱雀天皇の皇女祐子内親王に仕えた。歌人としては『夫木和歌抄』巻22に所収される歌から、祐子内親王家歌合に出詠したことが推察されている。『後拾遺和歌集』に1首が入集。
- 思ひやる心ばかりは桜花たづぬる人におくれやはする （『後拾遺和歌集』86）